# راش مکزیکی
راش مکزیکی (نام علمی: Fagus mexicana) نام یک گونه از سرده راش است.